# Uwe Dittmer
Uwe Dittmer (* 7. April 1934 in Berlin; † 14. April 2020) war ein deutscher evangelischer Theologe und Autor.

## Werdegang
Dittmer studierte Theologie und wurde 1959 zum Pfarrer ordiniert. Von 1959 bis 1966 wirkte er als Pfarrer in Sperenberg. Anschließend wurde er in der Potsdamer Heilig-Kreuz-Kapelle tätig. 1966 wurde Dittmer zum Kreisjugend- und Studentenpfarrer im Kirchenkreis Potsdam ernannt und bekleidete diesen Posten bis 1999, zuletzt verzichtete er ab 1996 auf sein Gehalt und ging in den Vorruhestand. Er unterrichtete dann noch an der Voltaireschule Potsdam Lebensgestaltung-Ethik-Religionskunde. Seit 1986 war Dittmer Mitglied der Bundessynode und wirkte 1987 als Erster Stellvertreter von Johannes Stemmler auf der Bundessynode.
Er war im April 1968 der letzte Pfarrer, der vor deren Sprengung in der Potsdamer Garnisonkirche einen Gottesdienst abhielt, sprach sich jedoch seit Jahren gegen einen Wiederaufbau des Gotteshauses aus.
Dittmer verfasste eine Reihe von populärwissenschaftlichen Büchern zu theologischen Themen. Er war Dozent für Neues Testament; für ein Jahr war er Gastpfarrer der United Church of Christ in den USA.
Uwe Dittmer war verheiratet; seine Frau starb bei einem Bootsunfall. Er starb im April 2020.

## Veröffentlichungen
- Im Blickpunkt Abendmahl. Evangelische Verlagsanstalt, Berlin 1973.
- Im Blickpunkt Sünde und Vergebung. Theologische Informationen für Nichttheologen. Evangelische Verlagsanstalt, Berlin 1981.
- Glauben verstehen. Wegweiser für junge Leute. Evangelische Verlagsanstalt, Berlin 1984.
- Die Utopie des Reiches Gottes. Politik mit der Bibel. Vorwort von Jürgen Moltmann. Lembeck, Frankfurt a. M. 1997, ISBN 3-87476-329-3.
- Die Taufe: Was es mir bedeutet, getauft zu sein. Evangelische Haupt-Bibelgesellschaft und von Cansteinsche Bibelanstalt, Berlin 2002.
- Der Glaube: Ein Wegweiser für junge Leute. Evangelische Haupt-Bibelgesellschaft und von Cansteinsche Bibelanstalt, Berlin 2002, ISBN 978-3-7461-0168-2.
- Kirche im Wandel? Lembeck, Frankfurt a. M. 2005, ISBN 978-3-87476-486-5.
- Christen heute verstehen theologische Entwürfe für das 21. Jahrhundert. Pressel, Remshalden 2011, ISBN 978-3-937950-89-1.